# Foliões de Botafogo
 Grêmio Recreativo Escola de Samba Foliões de Botafogo foi uma escola de samba da cidade do Rio de Janeiro, com sede no bairro de Botafogo.

## História
Surge a 20 de janeiro de 1950 como Bloco Carnavalesco Foliões de Botafogo, transformado em escola de samba somente vinte anos mais tarde.
A agremiação ensaiava na Rua Mena Barreto, e suas cores eram vermelho e branco. Seu símbolo era um Arlequim. Pessoas importantes frequentavam os ensaios como Vatusi, Walter Alfaiate, Beth Carvalho, Almir Guineto, Carlinhos Passista, entre outros. 
Seu retrospecto começa, em 1974, no Grupo 3 (atual acesso B), quando na estreia consegue o vice-campeonato com o enredo Batismo do gigante adormecido. A agremiação vencedora foi a União de Padre Miguel.
No ano seguinte, faz boa campanha, chegando em 4° lugar no então Grupo 2 (atual A). Duas escolas naquela oportunidade subiram, que foram Lins Imperial e Tupy de Brás de Pina. O enredo apresentado foi Glória em pedra sabão.
Em 1976, no entanto, quase é uma das oito rebaixadas para o Grupo 3, salvando-se por muito pouco. Ficou na 12° colocação com o enredo Festa do Bonfim.
Em 1977, infelizmente não se salva. A 12° colocação não foi suficiente para livrá-la do descenso para o Grupo 3 (atual B). O enredo apresentado foi O Cortiço.
De volta ao Grupo 3, a escola da Zona Sul apresentou o enredo, em 1978, Festa no céu, mas que lhe deu apenas a 15° colocação no grupo, que era o último existente.
Em 1979, houve um remanejamento das escolas com a criação de novos grupos e mudança de nomenclatura. Os grupos passaram a se chamar, na ordem: 1-A (atual Especial), 1-B (atual acesso A), 2-A e 2-B. A Foliões foi transferida para o Grupo 2-B e foi a campeã com o enredo A ceia dos orixás.
Em 1980, foi 4° colocada no Grupo 2-A (atual B) com o enredo A fé e o culto negro no Brasil, permanecendo no mesmo patamar.
Em 1981, conseguiu apenas a 8° colocação, sempre no Grupo 2-A, com o enredo Sonho das esmeraldas.
Em 1982, ficou a apenas duas posições do acesso. Acabou em 4° lugar com o enredo Alegria chegou.
Em 1983, ficou em 9° lugar no mesmo Grupo 2-A com o enredo Dona Santa, rainha do maracatu.
Em 1984, tentou novamente o acesso, mas só alcançou a 9° posição com o enredo Traços de raça. Era o ano de inauguração do Sambódromo da Marquês de Sapucaí.
No ano de 1985, a escola foi apenas a 7° na classificação geral do Grupo 2-A, equivalente ao hoje Grupo de acesso B. O enredo foi Sassaricando.
Em 1986, foi a última colocada, portanto rebaixada para o Grupo 2-B (acesso C), ficando na 12° colocação. O enredo apresentado foi Brasil, um sonho maior.
Em 1987, houve novo remanejamento das escolas e nova criação de grupos. Foram criados os Grupos 1, 2, 3 e 4. A Foliões foi transferida para o Grupo 4 e ficou na 9° colocação com o enredo Bahia, terra mágica dos batuques e orixás.
Em 1988, foi apenas a 6° colocada, sempre no Grupo 4, com o enredo O mundo maravilhoso da criança. No ano seguinte, foi 5° lugar com o enredo Deu a louca na mitologia.
Em 1990, já no Grupo 3, foi 6° com o enredo A volta por cima. Na realidade, a escola não ascendeu de grupo. Simplesmente o Grupo 4 foi transformado em 3, com a criação de um certo Grupo de Acesso, o último, que servia para avaliar novas escolas, numa espécie de laboratório.
Em 1991, foi 6°, mais uma vez no Grupo 3, com o enredo África em festa.
Em 1992, foi 7° colocada no Grupo 3, com o enredo O que é que tem este Brasil lindo e trigueiro.
Em 1993, quase consegue a promoção para o Grupo 2. A agremiação ficou em 4° lugar com o enredo Nem melhor nem pior apenas diferente - Salgueiro.
Em 1994, acabou rebaixada para o Grupo 4, ao ficar na 8° colocação com o enredo Parará que gente é essa, parará que gente má.
Em 1995, houve um novo remanejamento de grupos com a criação dos seguintes: Grupo Especial, Grupo de acesso A, Grupo de acesso B, Grupo 1 (correspondente ao C) e Grupo 2 (correspondente ao D). A agremiação foi transferida para o Grupo de acesso B e ficou na posição 7°.
Em 1996, estava inexplicavelmente no Grupo C, visto que não tinha sido rebaixada no ano anterior. Acabou ficando em 8° lugar, quase descendo para o Grupo D, salvando-se por uma posição. O enredo apresentado foi Brasil, mostre suas artes marciais.
Em 1997, ainda no Grupo C, ficou na posição 6° com o enredo Pizza nossa de cada dia.
Em 1998, no mesmo grupo, foi 6° colocada novamente com o enredo Alegria alegria, o circo chegou.
Em 1999, foi promovida finalmente em 4° lugar para o Grupo B. O enredo foi Zezé Macedo - a estrela - filha de Silva Jardim.
Em 2000, houve uma mudança de nomenclatura de grupos. O Especial continuou o mesmo. Os outros mudaram simplesmente para A, B, C, D e finalmente foi criado o Grupo E. A Foliões ficou no Grupo B, para onde tinha subido no ano anterior. Salvou-se por pouco do descenso ao ficar na 8° posição com o enredo apresentado Palmares em festa.
Em 2001, manteve-se no Grupo B, ao ficar em 9° lugar com o enredo Quando 3001 chegar.
Em 2002, acabou última do grupo sendo rebaixada de volta para o C. Foi a 12° colocada com o enredo Deus ajuda a quem cedo madruga. Nesse caso, Deus não ajudou a gloriosa escola da Zona Sul.
Em 2003, sofreu novo revés. Um novo descenso para a Foliões ocorreu mediante a colocação de 11°, apenas penúltima do grupo, fazendo-a descer para o Grupo D. O enredo apresentado foi Elza Soares, a zumbi do morro e do samba.
Em 2004, foi 4ª colocada no Grupo D, conseguindo promoção para o ano seguinte. O enredo apresentado foi Um conto tapajó-madeira, Foliões enfeitando a fauna brasileira. No entanto, este foi o último ano de uma longa trajetória dessa agremiação carnavalesca. Sua vaga no grupo C de 2005 seria ocupada pela agremiação gonçalense Unidos do Sacramento. 
Desde 2006, virou bloco de embalo desfilando pelas Ruas do Bairro de Botafogo.

## Premiações
Prêmios recebidos pelo GRES Foliões de Botafogo.
| Ano  | Prêmio    | Categoria / premiados                  | Divisão | Ref.  |
| ---- | --------- | -------------------------------------- | ------- | ----- |
| 2001 | S@mba-Net | Revelação (Júnior - Mestre-sala mirim) | Grupo B | [ 1 ] |